# School Library Journal
Lo  School Library Journal  è una rivista mensile statunitense che presenta recensioni di libri di testo, popolari e per ragazzi, indirizzata alla platea di specialisti dei media e dei collaboratori delle biblioteche pubbliche e scolastiche. La pubblicazione comprende indici bibliografici e recensioni di testi relativi alla professione di bibliotecario.
Le recensioni riguardano libri destinati ai ragazzi delle scuole dell'obbligo e delle superiori, spaziando dai romanzi alla saggistica, alle risorse digitali e multimediali.

## Storia
Il primo numero fu pubblicato il 15 settembre 1954 con il titolo di  Junior Libraries, con un editoriale firmato da Gertrude Wolff.
La periodicità era di 9 numeri annuali, pubblicati da settembre a maggio, il giorno 15 di ogni mese. Negli anni 2000, essa era divenuta mensile.
A partire dal 2008, furono lanciati la classifica annuale dei Best Books e il Series Made Simple, un supplemento pubblicato due volte all'anno che presenta le recensioni di alcune serie selezionate di libri non appartenenti al genere del romanzo non fictional.

## Il sito
Il sito consente sia agli utenti in abbonamento che non iscritti di accedere gratuitamente sia all'ultimo numero della rivista che all'intero archivio digitalizzato. Inoltre, ospita vari blog e le seguenti newsletter: Curriculum Connections, SLJ Teen e SLJ Extra Helping.